# 서대신동
서대신동(西大新洞)은 대한민국 부산광역시 서구의 행정동이다. 행정동으로 서대신1·3·4동으로 나뉜다. 서대신1동은 서대신동 1·2가로 구성되고, 서대신3·4동은  서대신동 3가로  구성되어 있다.

## 역사
- 1903년 경상남도 동래부 대신정
- 1910년 경상남도 부산부 대신정(지방제도 개정)
- 1926년 경상남도 부산부 동대신정, 서대신정으로 분할
- 1950년 경상남도 부산시 서대신1동,서대신2동,서대신3동(서부출장소 관할)
- 1957년 1월 1일 경상남도 부산시 서구 서대신1동,서대신2동,서대신3동
- 1963년 1월 1일 부산직할시 서구 서대신1동,서대신2동,서대신3동
- 1970년 7월 1일 서대신3동이 서대신3동과 서대신4동으로 분동
- 1995년 1월 1일 부산광역시 서구 서대신1동,서대신2동,서대신3동,서대신4동
- 2006년 서대신1동이 서대신2동을 통합하였다.

## 교육
- 경성전자고등학교
- 부경고등학교
- 부산대신중학교
- 부산여자중학교
- 중앙여자중학교
- 구덕초등학교
- 대신초등학교

## 주거
| 단지명                  | 시행사                      | 건설사                             | 주소                               | 입주        | 비고                 |
| ----------------------- | --------------------------- | ---------------------------------- | ---------------------------------- | ----------- | -------------------- |
| 대신공원 한신휴플러스   | 한신공영                    | 서대신3구역 주택재개발정비사업조합 | 서구 보수대로 248 (서대신동3가)    | 2014년 2월  | 서대신3구역 재개발   |
| 서대신 금호어울림       | 금호산업                    | 금호산업                           | 서구 꽃마을로 57 (서대신동3가)     | 2004년 2월  |                      |
| 서대신 협성르네상스타운 | ㈜협성종합건업              | ㈜협성르네상스                     | 서구 대티로 159 (서대신동3가)      | 2001년 12월 | 구 동아고등학교 부지 |
| 대신 롯데캐슬           | 롯데건설                    | 서대신1구역 주택재개발정비사업조합 | 서구 대티로 161 (서대신동3가)      | 2014년 10월 | 서대신1구역 재개발   |
| 대신 푸르지오           | 대우건설                    | 서대신7구역 주택재개발정비사업조합 | 서구 대영로38번길 11 (서대신동1가) | 2018년 4월  | 서대신7구역 재개발   |
| 대신 2차 푸르지오       | 대우건설                    | 서대신6구역 주택재개발정비사업조합 | 서구 고운들로 181 (서대신동2가)    | 2020년 9월  | 서대신6구역 재개발   |
| 대신 해모로 센트럴      | 에이치제이중공업㈜ 건설부문 | 서대신5구역 주택재개발정비사업조합 | 서구 대티로 178 (서대신동2가)      | 2022년 7월  | 서대신5구역 재개발   |
| 대신 더샵               | 포스코이앤씨                | 서대신2구역 주택재개발정비사업조합 | 서구 꽃마을로 48 (서대신동3가)     | 2018년 2월  | 서대신2구역 재개발   |